# Dalmuir
Dalmuir (Schottisch-Gälisch: Dail Mhoire, „Großes Feld“) ist ein Gebiet im westlichen Clydebank und ein Ort in West Dunbartonshire, Schottland. Die Nachbarorte sind Old Kilpatrick, die Mountblow und Parkhall Gebiete sowie das Stadtzentrum von Clydebank. Dalmuir verfügt über einen Bahnhof mit fünf Bahnsteigen, die Dalmuir railway station an der North Clyde Line.
Dalmuir war früher ein eigenständiger Ort, wurde aber durch die wachsende Schiffbauindustrie Clydebanks vereinnahmt.
Bekannt ist der Ort insbesondere durch das Schiffbauunternehmen Beardmore, welches eine große Zahl Arbeiter in den Ort zog, den Dalmuir Park und die beiden Kirchen Dalmuir Barclay Church und St Stephen’s Church (1907). Die Umgebung ist ein beliebtes Ausflugs- und Wandergebiet.

## Geschichte
Dlmuir liegt am im Jahr 142 errichteten Antoninuswall. Die Industrialisierung des Weidelandes setzte 1747 mit dem Bau einer Papiermühle ein. 1740 wurde der Forth and Clyde Canal eröffnet. William Beardmore (1856–1934) begann im Jahr 1900 mit dem Bau des Naval Construction Yard, zu jener Zeit die größte und modernste Werft des Vereinigten Königreichs, auf der viele Linienschiffe der Royal Navy gebaut wurden. 1930 wurde die Werft geschlossen, in den 1970er Jahren wurde das Gelände in einen Industriepark umgewandelt.